# Pravisdomini
Pravisdomini – miejscowość i gmina we Włoszech, w regionie Friuli-Wenecja Julijska, w prowincji Pordenone.
Według danych na rok 2004 gminę zamieszkiwały 2574 osoby, 160,9 os./km².